# Computació gràfica 2D

Animació 2D

La computació gràfica 2D és la generació d'imatges digitals per computadora - sobretot de models bidimensionals (com a models geomètrics, text i imatges digitals 2D) i per tècniques específiques per a ells. La paraula pot referir-se a la branca de les ciències de la computació que comprèn aquestes tècniques, o als propis models.
La computació gràfica 2D s'utilitza principalment en aplicacions que van ser desenvolupades originalment sobre tecnologies d'impressió i dibuix tradicionals, tals com a tipografia, cartografia, dibuix tècnic, publicitat, etc. En aquestes aplicacions, la imatge bidimensional no és només una representació d'un objecte del món real, sinó un artefacte independent amb valor semàntic afegit; els models bidimensionals són preferits per tant, perquè donen un control més directe de la imatge que els gràfics 3D per computadora (l'enfocament de la qual és més semblant a la fotografia que a la tipografia).
En molts dominis, tals com l'autoedició, enginyeria i negocis, una descripció d'un document basat en les tècniques de computació 2D poden ser molt més petites que la corresponent imatge digital, sovint per un factor de 1/1000 o més. Aquesta representació també és més flexible, ja que pot ser renderizada en diferents resolucions per adaptar-se als diferents dispositius de sortida. Per aquestes raons, documents i il·lustracions són sovint emmagatzemats o transmesos com a arxius gràfics en 2D.
Els gràfics 2D per computadora s'han iniciat en la dècada de 1950, basant-se en dispositius de gràfics vectorials. Aquests van ser suplantats en gran part per dispositius basats en gràfics raster en les dècades següents. El llenguatge PostScript i el protocol de sistema de finestres X van ser peces claus en l'evolució històrica del camp.